# Уайт
Вижте пояснителната страница за други значения на Уайт.
Уайт (на английски: Isle of Wight; на латински: Vecta, Vectis insula) е остров, разположен в протока Ла Манш, на юг от Англия, на 145 km югозападно от Лондон, край главния бряг на Хампшър. Той е административно неметрополно и церемониално графство в регион Югоизточна Англия, което е със статут на унитарна единица. Столица и най-голям град – Нюпорт. Населението е 138,4 хил. души. Общата му площ е 384 km². Протокът Солент го отделя от територията на Англия. Изграден е предимно от кредни варовици. Релефът е равнинно-хълмист с максимална височина 240 m, в южната му част. Развити са градинарство, овощарство и риболов. Курортни селища (Савдаун и др.).

## Забележителности
- Осбърн Хаус – най-посещаваното място на Уайт, любимият дом на кралица Виктория и принц Алберт, в който те изживяват някои от най-щастливите си часове. Построен с личните средства на Виктория като място за уединение край морския бряг, именно в него фамилията успява да се отърси от кралските си задължения, да се наслади на дълги разходки и неофициални семейни вечери, приготвени от 9-те деца на двойката. Покрусена от ранната смърт на съпруга си Алберт през 1861 г., Виктория иска всичко да остане така, както е било е неговите последни дни. Днес техният дух изпълва всяко кътче в това място, което предлага уникална възможност за надзъртане в живота на кралската фамилия, от приятно разхвърлените скъпи семейни, навяващи спомени вещи, до спалнята, в която кралицата е издъхнала на 22 януари 1901 г.
- Иглите – три бели конусообразни скали (кекури) от креда на западния край на острова, в Ламанша.
- Замъкът Карисбрук – най-добре запазеният нормански замък от XI век в кралството. Чарлз I е бил държан като заложник тук от Оливър Кромуел през 1647 г. в очакване на екзекуция. Опитът му да избяга бил осуетен, когато той се заклещил между решетките на прозореца.